# Brachythoracosepsis freidbergi
Brachythoracosepsis freidbergi är en tvåvingeart som beskrevs av Ozerov 1996. Brachythoracosepsis freidbergi ingår i släktet Brachythoracosepsis och familjen svängflugor.
Artens utbredningsområde är Kamerun. Inga underarter finns listade i Catalogue of Life.